# ポケットモンスター (OVA)
「ポケットモンスター（OVA）」では、ゲームソフト『ポケットモンスターシリーズ』を原作とするテレビアニメ『ポケットモンスター』のオリジナル・ビデオ・アニメーション(OVA)作品について解説する。便宜上、全日空の機内上映で初公開されたアニメ作品などについても、ここで記述する。

## ピカチュウのふゆやすみ
1998年に発売された。なお、『ピカチュウのふゆやすみ』シリーズは全て12月のクリスマスシーズンに発売され、VHSのタイトル通り作中の季節も冬に設定されている。短編映画『ピカチュウのなつやすみ』と同様サトシたちは登場しているが「顔」は見えない構図で写されている。

### クリスマスであそぼ!
概要
コテージでクリスマスパーティを行う予定のサトシたち一行。ところがクリスマスケーキを忘れてしまい、サトシたちはケーキを買いに行くことになった。ピカチュウたちは留守番を頼まれることになった。
キャスト
- ピカチュウ - 大谷育江
- トゲピー - こおろぎさとみ
- フシギダネ - 林原めぐみ
- ゼニガメ - 愛河里花子
- プリン - かないみか
- サトシ - 松本梨香
- カスミ - 飯塚雅弓
- タケシ - 上田祐司

スタッフ
- 脚本 - 米村正二
- 絵コンテ、演出 - 鈴木敏明
- 作画監督 - 酒井啓史

### 雪であそぼ!
概要
朝、目を覚ましたピカチュウたちの目に飛び込んできたのは、一面の雪景色。ポケモンたちは外に出てみんなで雪遊びを始める。そこへ、野生のガルーラもやって来て、一緒に遊ぶことに。
キャスト
- ピカチュウ - 大谷育江
- トゲピー - こおろぎさとみ
- フシギダネ - 林原めぐみ
- ゼニガメ - 愛河里花子
- イシツブテ - 三木眞一郎
- イワーク - 石塚運昇
- ニャース - 犬山犬子
- ガルーラ - 水原リン
- サトシ - 松本梨香
- カスミ - 飯塚雅弓
- タケシ - 上田祐司

スタッフ
- 脚本 - 米村正二
- 絵コンテ、演出 - 浅田裕二
- 作画監督 - 岩根雅明

## ピカチュウのふゆやすみ2000
1999年に発売された。前作同様、ポケモンたち視点での物語であり、サトシたちの顔は映っていない。

### こおりであそぼう
概要
サトシたちが買い物から戻るまでの間、留守番を任されたピカチュウたち。部屋の中で遊ぶポケモンたちだが、仲間外れにされて怒ったチコリータが外へ飛び出してしまう。すると、他のポケモンたちも外へ出て遊び始めた。
キャスト
- ピカチュウ - 大谷育江
- トゲピー - こおろぎさとみ
- フシギダネ - 林原めぐみ
- ゼニガメ - 愛河里花子
- チコリータ - かないみか
- ニョロモ - 三木眞一郎
- ヘラクロス - 小西克幸
- ニャース - 犬山犬子
- サトシ - 松本梨香
- カスミ - 飯塚雅弓
- タケシ - 上田祐司
- ナレーション - 小山茉美

スタッフ
- 脚本 - 大橋志吉
- 絵コンテ - 毛利和昭
- 演出 - 吉田俊司
- 作画監督 - 南伸一郎、松原徳弘

### クリスマスの夜
概要
クリスマスイブの夜、流れ星を見たピカチュウたちはそれを探しに森へと向かった。そこで病気のオドシシとサンタクロースに出会い、オドシシを助けるために、ポケモンたちは手分けして薬草を探しに行くことになる。
キャスト
- ピカチュウ - 大谷育江
- トゲピー - こおろぎさとみ
- フシギダネ - 林原めぐみ
- ゼニガメ - 愛河里花子
- チコリータ - かないみか
- コダック - 愛河里花子
- ニョロモ - 三木眞一郎
- ヘラクロス - 小西克幸
- オドシシ - 坂口候一
- サトシ - 松本梨香
- カスミ - 飯塚雅弓
- タケシ - 上田祐司
- おじいさん（サンタ） - 石森達幸
- ナレーション - 小山茉美

スタッフ
- 脚本 - 大橋志吉
- 絵コンテ、演出 - 浅田裕二
- 作画監督 - 岩根雅明

## ピチューとピカチュウのふゆやすみ2001
2000年に発売された。「ピチューとピカチュウのふゆやすみ2001」と「ぼくたちピチューブラザーズ」の2本が一組になっており、ケースの背も2本を合体させると完成するようになっている。後者についてはぼくたちピチューブラザーズシリーズを参照。

### デリバードのプレゼント
概要
雪ボウリングをしていたピカチュウたちだったが、ワニノコがひょんなことから雪玉を放り上げてしまい、デリバードに直撃。持っていたプレゼントが落ちてしまう。そしてプレゼントを探すことになった。
キャスト
- ピカチュウ - 大谷育江
- トゲピー - こおろぎさとみ
- フシギダネ - 林原めぐみ
- チコリータ - かないみか
- ヒノアラシ - 上田祐司
- ワニノコ - 西村ちなみ
- コダック - 愛河里花子
- イシツブテ - 三木眞一郎
- ニャース - 犬山犬子
- デリバード - 山口勝平
- オドシシ - 坂口候一
- サンタクロース - 石森達幸
- ナレーション - 高島雅羅

スタッフ
- 脚本 - 米村正二
- 絵コンテ、演出 - 浅田裕二
- 作画監督 - 岩根雅明

### ホワイトストーリー
概要
雪だるまを作っていたピカチュウたちは、ワニノコ作の巨大雪だるまをカビゴン形に改造した。その夜、雪だるまそっくりの白いカビゴンがピカチュウたちのもとへ訪れる。
キャスト
- ピカチュウ - 大谷育江
- トゲピー - こおろぎさとみ
- フシギダネ - 林原めぐみ
- チコリータ - かないみか
- ヒノアラシ - 上田祐司
- ワニノコ - 西村ちなみ
- コダック - 愛河里花子
- イシツブテ - 三木眞一郎
- ホワイトカビゴン - 水原リン
- ナレーション - 高島雅羅

スタッフ
- 脚本 - 米村正二
- 絵コンテ、演出 - 浅田裕二
- 作画監督 - 岩根雅明

## ぼくたちピチューブラザーズシリーズ
短編映画『ピチューとピカチュウ』のスピンオフ作品。ミレニアムタウンに住むポケモン・ピチュー兄弟を主人公としたシリーズ。

### ぼくたちピチューブラザーズ・風船騒動の巻
VHS『ピチューとピカチュウのふゆやすみ2001』とセットになっているVHS。後にVHSおよびDVD『ピカチュウのなつまつり』に再録された。エンディングクレジットの左に、順不同のダイジェストが映された。
概要
ミレニアムタウンの秘密基地に遊びに来たピチュー兄弟。友達のムチュール・ブビィ・ウパー・ヒメグマと一緒に遊ぶが、ひょんなことで兄弟げんかが始まってしまう。そのけんかの最中に、兄と同時に放電してしまい気絶したピチュー弟がスケボーの上に落下。そしてスケボーと、ウパーが探し出して乗ったローラースケートが街に向かって走り出し、そのまま大騒動に発展していく。
キャスト
- ピチュー（兄） - 冬馬由美
- ピチュー（弟） - こおろぎさとみ
- ムチュール - 林原めぐみ
- ブビィ - 上田祐司
- ヒメグマ - 白鳥由里
- ウパー - 新谷真弓
- マリルリ - 三石琴乃
- デルビル - 龍田直樹
- ヤミカラス - 坂口候一
- オーダイル - 小西克幸
- ナレーション - TARAKO

スタッフ
- 脚本 - 武上純希
- 絵コンテ、演出 - 浅田裕二
- 作画監督 - 松原徳弘

### ぼくたちピチューブラザーズ・パーティはおおさわぎ!のまき
ニンテンドー ゲームキューブのゲームソフト『ポケモンチャンネル 〜ピカチュウといっしょ!〜』内のアニメ。
概要
ピチュー兄弟のもとへ大慌てでやってきたムチュール。話によると、街のポケモンたちが三日月形の何かを持っているとのこと。謎を解くためにピチューたちは街へと向かう。
キャスト
- ピチュー（兄） - 冬馬由美
- ピチュー（弟） - こおろぎさとみ
- ニャース - 犬山犬子
- ソーナンス - 上田祐司
- ムチュール - 林原めぐみ
- ブビィ - 上田祐司
- ヒメグマ - 白鳥由里
- ウパー - 新谷真弓
- マリルリ - 三石琴乃
- デルビル - 龍田直樹
- カビゴン - 小西克幸
- ゼニガメ - 西村ちなみ、大谷育江、ゆきじ
- ドーブル - 坂口候一
- エイパム - 柚木涼香
- ナゾノクサ - 辻香織
- ナレーション - 杉山佳寿子

スタッフ
- 脚本 - 武上純希
- 絵コンテ、演出 - 浅田裕二
- 作画監督 - 松原徳弘、一石小百合

## 機内上映作品
劇場版短編が上映された2012年より前、毎年夏にポケモンジェットなどで提携している全日空の一部の国内線の便で上映されたオリジナルエピソード。翌年の春から夏ごろに、レンタル・販売されている。ナレーションは堀内賢雄が担当しており、ポケモンの通訳も兼ねている。VHS版が無いタイトルのDVD版では、ナレーションがない「ポケモンボイスモード」も収録され、テレビシリーズのエピソードも併録されている。
2012年・2013年については「ポケットモンスター (劇場版)#短編作品」を参照。

### ポケットモンスター アドバンスジェネレーション

#### ピカチュウのなつまつり
2004年に上映された作品。唯一VHS化され、DVDにもメインメニューのBGMと「ポケモンボイスモード」が無くチャプター分けもなされなかった。短編第7作。
概要
海の広場で夏祭りの準備をするポケモンたち。ニャースもソーナンスとともに歌姫のマリルリをプロデュースして大儲け・芸能界征服を目論む。ところが広場に向かっていたマリルリがエアームドにさらわれてしまう。長老のマダツボミによれば、エアームドは海の向こうにある「はがねの島」へ向かったという。マリルリを助けるべく、ピカチュウたちは「はがねの島」を目指す。
キャスト
- ピカチュウ - 大谷育江
- マリルリ - 冬馬由美
- プラスル - 川瀬晶子
- マイナン - 比嘉久美子
- ニャース - 犬山イヌコ
- ボスゴドラ - 坂口候一
- オオスバメ - 石塚運昇
- ジュプトル - うえだゆうじ
- コータス - 三木眞一郎
- ヘイガニ - 小西克幸
- ワカシャモ - 西村ちなみ
- フシギダネ - 伊東みやこ
- アゲハント - 白石涼子
- ナレーション - 堀内賢雄

スタッフ
- 脚本 - 藤田伸三

#### ピカチュウのおばけカーニバル
2005年に上映された作品。短編第8作。
概要
不気味な風車のある屋敷に訪れたカラカラ。屋敷に住むゴーストやドガースたちはカラカラを様々な手段で驚かそうとするが、打ちのめされてしまう。この日は屋敷のポケモンたちがおばけの真似をするという「おばけカーニバル」が開かれる日であった。
時を同じくして、近くの湖にピクニックにやってきたピカチュウたち。ところが突然の雨により、雨宿りの場所を探すことにする。そして雨宿りのため屋敷に立ち寄るピカチュウたち。しかし、雨を降らせたのは屋敷のポケモンたちであり、ピカチュウたちを屋敷へ誘い出すのが目的だった。そしてさっそくピカチュウたちを驚かせるが、ゼニガメとウソハチが泣き出してしまったのでタネ明かしをして笑わせる。すっかり仲良くなったピカチュウたちと屋敷のポケモンたちだったが、ニャースたちがホテル建設のために屋敷を壊し始める。
キャスト
- ピカチュウ - 大谷育江
- ゴマゾウ - 林原めぐみ
- ゴンベ - 佐藤智恵
- ヘイガニ - 小西克幸
- ゼニガメ - 半場友恵
- ニャース - 犬山イヌコ
- ソーナンス - うえだゆうじ
- ゴースト - 石塚運昇
- ゴース - 三木眞一郎
- カラカラ - 西村ちなみ
- ウソハチ - 阪口大助
- ゲンガー - 坂口候一
- カゲボウズ - 伊東みやこ
- ナレーション - 堀内賢雄

スタッフ
- 脚本 - 武上純希

#### ピカチュウのわんぱくアイランド
2006年に上映された作品。短編第9作。
概要
島で遊んでいたソーナノたちだが、ニャースたちが独り占めを企み、ソーナノたちは追い出されてしまう。
島へ向かっていたピカチュウたちは、ソーナノたちから事情を聞き、彼らを鍛えてあげる。
そして島の遊び場を取り戻すべく、ピカチュウやソーナノたちが、島に私有遊園地を建設しようとするニャースたちと対決する。
キャスト
- ピカチュウ - 大谷育江
- ヘイガニ - 小西克幸
- ドンファン - 三宅健太
- エイパム - 伊東みやこ
- ワカシャモ - 西村ちなみ
- ゴンベ - 佐藤智恵
- イーブイ - 林原めぐみ
- ゼニガメ - 半場友恵
- ヌマクロー - 三木眞一郎
- ウソハチ - 阪口大助
- ソーナノA - 白鳥由里
- ソーナノB - こやまきみこ
- ニャース - 犬山イヌコ
- ソーナンス - うえだゆうじ
- ナレーション - 堀内賢雄

スタッフ
- 脚本 - 大橋志吉
- 演出・絵コンテ - 浅田裕二
- 音楽 - 宮崎慎二、たなかひろかず、多田彰文、梅堀淳
- 音響監督 - 三間雅文
- 作画監督 - 高橋英吉
- 総作画監督 - 山田俊也

### ポケットモンスター ダイヤモンド&パール
このシリーズまで、エンディングクレジットの左にその作品のダイジェストが映し出される（僅かに順不同）。このシリーズから、劇中に公開当時のポケモンジェットの外観が映る。

#### ピカチュウたんけんクラブ
2007年に上映された作品。短編第10作。DVDは2008年4月25日発売。
あらすじ
川遊びに来ていたピカチュウたちは草原で遊び終えて、川へ戻ってきた。だが、どういうわけか川の水が全く流れていない。そこへ現れたニャースたちも加わって、皆は原因を調べに行く。
キャスト
- ピカチュウ - 大谷育江
- ポッチャマ - 小桜エツ子
- ナエトル - 三木眞一郎
- ミミロル - 川上とも子
- パチリス - 西村ちなみ
- グレッグル - 小西克幸
- エイパム、フワライド - 伊東みやこ
- ブイゼル - 古島清孝
- ニャース - 犬山イヌコ
- ソーナンス - うえだゆうじ
- マスキッパ - 阪口大助
- マリル - かないみか
- レジスチル - 三宅健太
- フワンテ - 伊東久美子
- ビッパ - 阪田伊都
- ナレーション - 堀内賢雄

スタッフ
- 脚本 - 大橋志吉
- 演出・絵コンテ - 浅田裕二
- 音楽 - 宮崎慎二、たなかひろかず、多田彰文、梅堀淳、島健
- 音響監督 - 三間雅文
- 作画監督 - 玉川明洋

#### ピカチュウ 氷の大冒険
2008年に上映された作品。短編第11作。DVDは2009年6月19日発売。
あらすじ
夏の海で遊ぶピカチュウたちだが、そこに割り込んできたニャースたちと遊び場を巡って喧嘩になってしまう。その弾みで氷の国へと吹き飛んでしまい、そこへ突然の吹雪で皆が凍り漬けになり、そのまま氷の塊は海に流されていく。
氷から出てきた一行が見たのは、一面氷に覆われた世界だった。その世界でピカチュウたちはバラバラになってしまう。
キャスト
- ピカチュウ - 大谷育江
- ポッチャマ - 小桜エツ子
- ヒコザル - 林原めぐみ
- ブイゼル - 古島清孝
- ナエトル - 三木眞一郎
- グライオン - 小西克幸
- エテボース - 佐藤智恵
- ミミロル - 川上とも子
- パチリス - 西村ちなみ
- ウソッキー - 阪口大助
- ピンプク - 伊東みやこ
- ニャース - 犬山イヌコ
- ソーナンス - うえだゆうじ
- マリル - かないみか
- ホエルオー - 三宅健太
- ナレーション - 堀内賢雄

スタッフ
- 脚本 - 松井亜弥
- 演出・絵コンテ - 浅田裕二
- 音楽 - 宮崎慎二、たなかひろかず、多田彰文、梅堀淳
- 音響監督 - 三間雅文
- 作画監督 - 玉川明洋

#### ピカチュウのキラキラだいそうさく!
2009年に上映された作品。短編第12作。DVDは2010年6月18日発売。
あらすじ
とある公園へやって来たピカチュウたち。ところが、ビーチボールが坂に転がって、取りに行ったピカチュウを乗せ川の中へ落ちてしまった。さらに、彼を助けにいったポッチャマも川に流されてしまう。
流された先は高層ビルが立ち並ぶ大都会。その街中でビーチボールを探していたら、ギザみみピチューとムチュールにぶつかった。
キャスト
- ピカチュウ - 大谷育江
- ポッチャマ - 小桜エツ子
- モウカザル - うえだゆうじ
- ブイゼル - 古島清孝
- グライオン - 小西克幸
- ハヤシガメ - 三木眞一郎
- キレイハナ - 雪野五月
- ムチュール - 西村ちなみ
- マンムー - 石塚運昇
- ウソッキー - 阪口大助
- ピンプク - 伊東みやこ
- ニャース - 犬山イヌコ
- ギザみみピチュー - 真堂圭
- マリル - かないみか
- ナレーション - 堀内賢雄

スタッフ
- 脚本 - 大橋志吉
- 演出・絵コンテ - 浅田裕二
- 音楽 - 宮崎慎二、たなかひろかず、多田彰文、梅堀淳
- 音響監督 - 三間雅文
- 作画監督 - 玉川明洋

#### ピカチュウのふしぎなふしぎな大冒険
2010年に上映された作品。短編第13作。DVDは2011年7月16日発売。2011年10月20日にテレビ東京系で放送された。
あらすじ
とある街中で遊んでいたピカチュウたち。ところが、ピカチュウとポッチャマがタイヤに乗って坂を走り下りてしまい、降りたところで空から降って来たアンノーンに出会った。どこから来たのかを聞いても、アンノーンはパニック状態で話は曖昧に。
そこへ仲間の場所を知っているというエネコがやって来たことでピカチュウとポッチャマ、そしてその後を追うニャース一行とグレッグルとマリルは不思議な空間を行き来することになる。
キャスト
- ピカチュウ - 大谷育江
- ポッチャマ - 小桜エツ子
- ゴウカザル - うえだゆうじ
- ブイゼル - 古島清孝
- ドダイトス - 三木眞一郎
- フカマル - 阪口大助
- トゲキッス - 井上喜久子
- ミミロル - 雪野五月
- パチリス - 西村ちなみ
- マンムー - 石塚運昇
- グレッグル - 小西克幸
- ピンプク - 伊東みやこ
- ニャース - 犬山イヌコ
- マリル - かないみか
- ナレーション - 堀内賢雄

スタッフ
- 脚本 - 大橋志吉
- 演出 - 浅田裕二
- 音楽 - 宮崎慎二、たなかひろかず、多田彰文
- 音響監督 - 三間雅文
- 作画監督 - 玉川明洋

### ポケットモンスター ベストウイッシュ
オリジナル作品は2011年に上映の『ピカチュウのサマー・ブリッジ・ストーリー』のみとなった。短編第14作。DVDは2012年7月20日発売。エンディングクレジット中に、初めてダイジェストが流れなかった。
次年となる2012年の機内上映作品はオリジナル作品ではなく、2012年の長編映画『キュレムVS聖剣士 ケルディオ』の同時上映作品『メロエッタのキラキラリサイタル』となっている。

#### ピカチュウのサマー・ブリッジ・ストーリー
キャスト
- ピカチュウ - 大谷育江
- キバゴ - 津田美波
- ミジュマル - 福圓美里
- ツタージャ - 林原めぐみ
- ポカブ - 水田わさび
- ヤナップ - 藤村知可
- ニャース - 犬山イヌコ
- コロモリ - 古島清孝
- デスマス - かないみか
- ゴチム - たかはし智秋
- ダルマッカ - 三木眞一郎
- モグリュー - 佐藤健輔
- チラーミィ - 西村ちなみ
- バスラオ - 三宅健太
- バルジーナ - 渡辺明乃
- ナレーション - 堀内賢雄

スタッフ
- 脚本 - 大橋志吉
- 演出 - 浅田裕二
- 音楽 - 宮崎慎二、たなかひろかず、多田彰文
- 音響監督 - 三間雅文
- 作画監督 - 中田正彦
- 総作画監督 - 山田俊也

## 主題歌
ピカチュウのふゆやすみ
OP：『ふゆやすみファンクラブ』 歌：ポケモンキッズ、ピカチュウ（大谷育江）
ED：『カラフルふゆやすみ』 歌：ポケモンキッズ&オーキド博士（石塚運昇）、ピカチュウ（大谷育江）
ピカチュウのふゆやすみ2000
OP：『アソビズム宣言』 歌：神崎まき
ED：『クリスマスイヴ』 歌：神崎まき コーラス:ポケモンキッズ、音羽ゆりかご会
ピチューとピカチュウのふゆやすみ2001
OP：『ホワイトダンス』 歌：愛河里花子 コーラス：岩田光央
ED：『もうすぐサンタがやってくる!』 歌：すどうまゆみ
ピカチュウのなつまつり
ED：『そらとぶポケモンキッズ』 歌：ベッキー
ピカチュウのおばけカーニバル
挿入歌：『ポケモン音頭』 合の手:新津姉妹
ED：『ピカピカまっさいチュウ』 歌：ポケモンキッズ&オーキド博士（+ピカチュウ）
ピカチュウのわんぱくアイランド
ED：『いっぱいサマー!!』 歌：田村直美とヒマワリ合唱団
ピカチュウたんけんクラブ
ED：『ビック・ニャース・ディ』 歌：ニャース（犬山イヌコ）&ノリノリガールズ
ピカチュウ 氷の大冒険
ED：『このゆびとまれ』 歌：あきよしふみえ&ポケモンKids2008
ピカチュウのキラキラだいそうさく!
挿入歌：『ポケッターリ モンスターリ』 歌：可名
ED: 『もえよ ギザみみピチュー!』 歌：中川翔子
ピカチュウのふしぎなふしぎな大冒険
ED: 『ドッチ〜ニョ?』 歌:モーモーミルクとアラキさん
ピカチュウのサマー・ブリッジ・ストーリー
ED: 『ポケモン言えるかな?BW』 歌：つるの剛士